# Жижиця (Псковська область)
Жижиця (рос. Жижица) — присілок в Куньїнському районі Псковської області Російської Федерації.
Населення становить 569 осіб. Входить до складу муніципального утворення Жижицька волость.

## Історія
Від 2015 року входить до складу муніципального утворення Жижицька волость.

## Населення
| 2001 | 2002 | 2010 |
| ---- | ---- | ---- |
| 763  | ↘702 | ↘569 |